# Gourgé
Gourgé ist ein Ort und eine aus mehreren Weilern (hameaux) und Einzelgehöften bestehende westfranzösische Gemeinde mit 892 Einwohnern (Stand 1. Januar 2022) im Département Deux-Sèvres in der Region Nouvelle-Aquitaine.

## Lage
Der Ort Gourgé liegt auf dem Westufer des Flusses Thouet in der historischen Landschaft der Gâtine poitevine in einer Höhe von ca. 130 m ü. d. M. etwa 13 km (Fahrtstrecke) nordöstlich von Parthenay bzw. ca. 50 km nordwestlich von Poitiers.

## Bevölkerungsentwicklung
| Jahr      | 1800 | 1851 | 1901 | 1954 | 1999 | 2013 |
| Einwohner | 1180 | 1508 | 1713 | 1232 | 916  | 950  |

Der Bevölkerungsrückgang im 20. Jahrhundert ist in der Hauptsache auf den Verlust von Arbeitsplätzen infolge der Mechanisierung der Landwirtschaft zurückzuführen.

## Wirtschaft
Die Bewohner des Ortes lebten jahrhundertelang als Selbstversorger von den Erträgen ihrer Felder und Gärten; in geringem Umfang wurden auch Weinbau und Viehhaltung betrieben. Die Landwirtschaft spielt auch heute noch die führende Rolle im Wirtschaftsleben der Gemeinde.

## Geschichte
Die Geschichte des Ortes lässt sich – nach den Erkenntnissen des Amateurarchäologen Michel Charron – bis in die römische oder gallorömische Zeit zurückführen. In der Antike verlief eine Römerstraße von Nantes (Portus Namnetum) nach Poitiers (Pictavium) durch das heutige Gemeindegebiet. Ende des 9. Jahrhunderts (889) wird erstmals der Ortsname Curgiacum erwähnt; auch die Apsis der Kirche weist in diese Zeit.

## Sehenswürdigkeiten

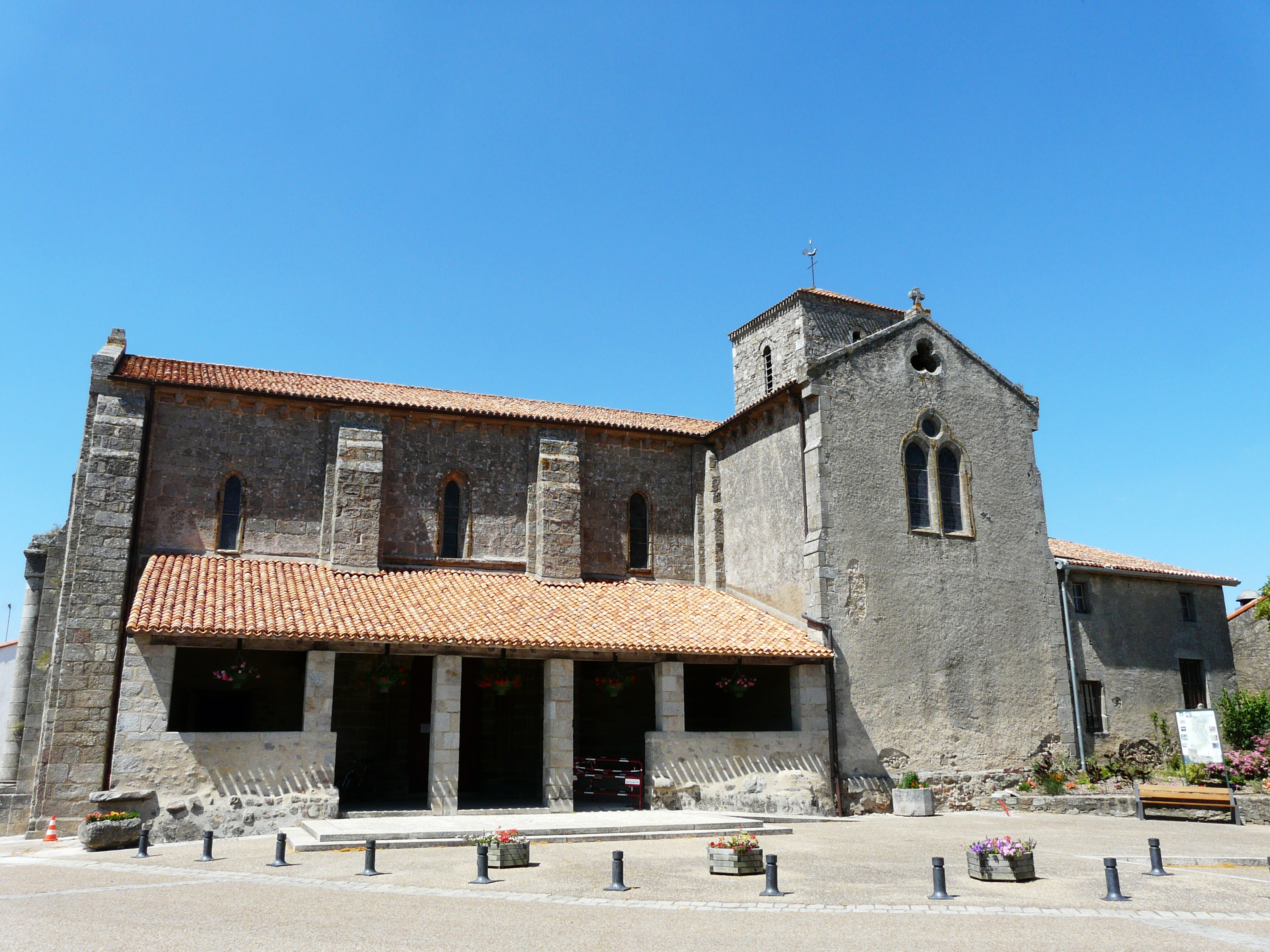
Kirche Saint-Hilaire

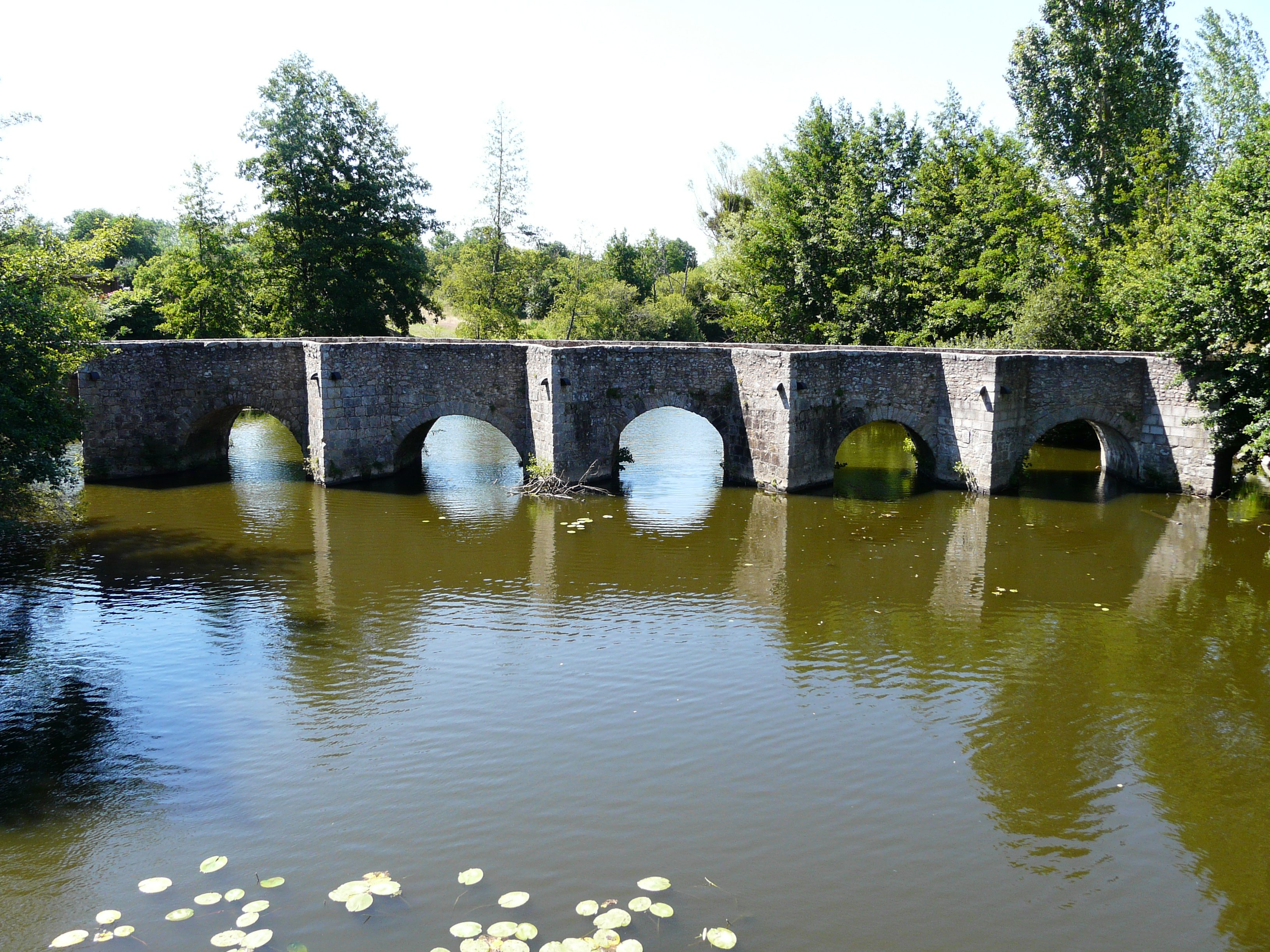
Pont roman

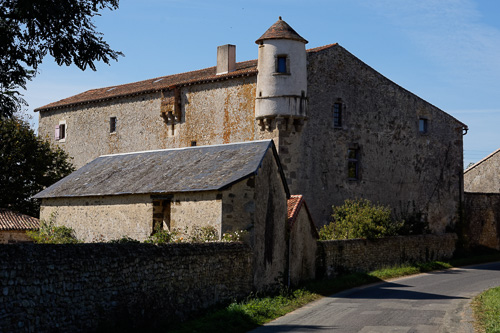
Logis de la Chaussée

- Der Vorgängerbau der heutigen Pfarrkirche Saint-Hilaire entstand um das Jahr 900. Im 12. Jahrhundert erhielt der Bau ein neues dreischiffiges Langhaus mit vierteiligen Bündelpfeilern im poitevinischen Stil; auch der gedrungen wirkende Vierungsturm stammt aus dieser Zeit. Über das Alter und die Funktion(en) der Südvorhalle (portique) besteht Unklarheit. Die querhausartigen Kapellenanbauten sind hingegen eine Zutat des 19. Jahrhunderts. Die Bündelpfeiler des Langhauses sind mit zahlreichen gemalten Wappenschilden geschmückt. Der Kirchenbau wurde bereits im Jahr 1909 als Monument historique unter Schutz gestellt.[1]
- Auf einem abgetreppten Podest auf dem Friedhof ruht ein altarähnlicher Sockel mit einem gebündelten Säulenschaft und einem Kreuz an der Spitze. Dieses Hosianna-Kreuz stammt wahrscheinlich aus der Bauzeit der Kirche und wurde bereits im Jahr 1890 als Monument historique anerkannt.[2]
- Ein weiteres Steinkreuz aus dem 16. oder 17. Jahrhundert steht nur etwa 100 Meter entfernt.
- Das Logis de la Vergnée ist ein repräsentativer Gutshof in der Ortsmitte.

außerhalb
- Etwa 500 Meter östlich des Ortes überquert eine mehrbogige mittelalterliche Steinbrücke den Fluss Thouet; sie wurde im Jahr 1926 zum Monument historique erklärt.[3]
- Unweit davon steht eine alte Wassermühle, die bis 1966 in Betrieb war.
- Eine weitere alte Steinbrücke (Pont de l’Archère) überquert den Bach Bédou etwa anderthalb Kilometer südlich des Ortes.
- Etwa einen Kilometer östlich des Ortes befindet sich der aus dem 15. Jahrhundert stammende befestigte Gutshof Logis de la Chaussée, der im Jahr 1992 als Monument historique eingestuft wurde.[4]
- Ein dem 16. Jahrhundert zugeordnetes Taubenhaus (pigeonnier) bildet einen der Ecktürme eines befestigten Gutshofes im Weiler Le Fresne; es wurde im Jahr 1989 unter Denkmalschutz gestellt.[5]
- Das rund vier Kilometer nordwestlich des Ortes gelegene Château d’Orfeuille ist ein weiterer befestigter Gutshof aus dem späten Mittelalter; er wurde jedoch wiederholt verwüstet und in Brand gesteckt. Die heutigen Gebäude stammen im Wesentlichen aus dem 17. Jahrhundert, wurden jedoch in den Jahren 1893 bis 1899 durchgreifend restauriert und sind seit 1996 als Monuments historiques anerkannt.[6]